# Brotherhood of Man
Brotherhood of Man är en brittisk popgrupp, som bildades 1969. År 1970 fick man en världshit med låten "United We Stand". Bandet deltog i Eurovision Song Contest 1976 med låten "Save Your Kisses for Me", som segrade i tävlingen och som också blev en stor hit över hela Europa samt USA detta år.

## Medlemmar
Nuvarande melemmar
- Nicky Stevens (född Helen Thomas 3 december 1949, i Carmarthen, Wales) – sång, piano (1973 – )
- Sandra Stevens (född 23 november 1949, i Leeds, Yorkshire) – sång (1973–)
- Lee Sheriden (född Roger Pritchard 11 april, 1949, i Bristol) – sång, gitarr (1973 – 1981, 1986 – )

Tidigare medlemmar
- Martin Lee (född 26 november 1949, i Surrey, avliden 29 september 2024) – sång, gitarr (1973 – 2024)[2]
- John Goodison (1969 – 1970; avliden 1995)
- Tony Burrows (född Anthony Burrows 14 april 1942 i Exeter, Devon) – sång (1969 – 1971)
- Roger Greenaway OBE (född Roger John Reginald Greenaway 23 augusti 1938 i Bristol, Gloucestershire) – sång, gitarr (1969 – 1971)
- Sue Glover (född Yvonne Wheatman i Madras, Indien) – sång (1969 – 1972)
- Sunny Leslie (född Heather Wheatman i Madras, Indien) – sång (1969 – 1972)
- Hal Atkinson – (1971 – 1972)
- Russell Stone – (1971 – 1972)
- Barry Upton (född 25 februari 1954, i Hastings, Sussex) – (1982 – 1984)

## Diskografi (urval)
Album
- United We Stand (1970)
- We're The Brotherhood Of Man (1972)
- Good Things Happening (1974)
- Love And Kisses From Brotherhood Of Man (1975)
- Brotherhood Of Man (1976)
- Images (1977)
- B For Brotherhood (1978)
- Higher Than High (1979)
- Singing A Song (1979)
- Sing 20 Number One Hits (1980)
- 20 Disco Greats (1981)
- 20 Love Songs (1981)
- Lightning Flash (1983)

Singlar
- "United We Stand" (1970) (UK #10)
- "Where Are You Going To My Love" (1970) (UK #22)
- "Reach Out Your Hand" (1971)
- "Lady" (1974)
- "Kiss Me, Kiss Your Baby" (1975)
- "Save Your Kisses for Me" (1976) (UK #1)
- "My Sweet Rosalie" (1976) (UK #30)
- "New York City" (1976)
- "Oh Boy (The Mood I'm In)" (1977) (UK #8)
- "Angelo" (1977) (UK #1)
- "Highwayman" (1977)
- "Figaro" (1978) (UK #1)
- "Beautiful Lover" (1978) (UK #15)
- "Middle Of The Night" (1978) (UK #41)
- "Papa Louis" (1979)
- "Lightning Flash" (1982) (UK #67)